# コローナイ
コローナイ (古代ギリシア語: αἱ Κολωναί; ラテン語: Colonae) はアナトリア半島トローアスの南西部に存在した古代ギリシア都市。現在ベシクテペ（4つの丘）という名で知られている丘の上にあったと考えられており、南方のラリサと北方のアレクサンドリア・トローアスの中間に位置していた。現在のトルコ共和国チャナッカレ県エジネ郡アレムシャー村の東方3.3 kmに位置している。コロナイという名は古代ギリシア語で「丘」を意味するコローネー(κολώνη)という単語の複数形で、東地中海ではいくつかの丘がある岬によく付けられる地名だった。トローアス北東部のランプサコス近くの丘にあった集落コローナイとは異なる。

## 歴史
遺跡から発見されている陶器から、コローナイには先史時代から人が住んでいたことが分かっているものの、それから古代ギリシアの時代まで継続して集落が存在していたのかは不明である。それとは別に紀元前7世紀の遺跡からギリシア陶器片が発見されており、これがギリシア都市の創設期にあたる。コローナイのダエース（紀元前4世紀？）が残した記録によれば、彼の時代のコローナイ住民はアイオリス人がこの都市を建設したと考えていた。レスボス島もアイオリス人に起源をもっており、紀元前427年にレスボス島のミュティレネがアテナイにより制圧されミュティレネの反乱が鎮圧された後には、ミュティレネやコローナイはまとめて「アクタイア諸都市」と呼ばれている。おそらく、コローナイを建設したのはミュティレネの住民で、彼らがその後もコローナイを支配していたと考えられている。ローマ帝国期の地理学者ストラボンの断片的な記録によれば、コローナイはテネドス島地域に属するものではなく、文献などからレスボス島地域に属するものだと判断できたとされている。
古典古代の文献から得られるコローナイの情報は極めて少ない。紀元前478年にスパルタの将軍パウサニアスがビュザンティオンから逃れた先を「コローナイ」に比定する説がある。ただしトゥキュディデスは、これを「ランプサコスのコローナイ」であるとしている。紀元前427年にミュティレネの支配が終焉してからはデロス同盟に属し、紀元前425/424年に1,000ドラクマを貢納した。この金額は、同年に近隣のラリサが3タレントを納めたのと比べれば少額である。
紀元前399年、コローナイはダルダノスの僭主マニアの手引きによりアケメネス朝への編入を余儀なくされた。しかし翌年には、スパルタの将軍デルキュリダスにより解放された。紀元前4世紀を通じて、コローナイは表にアテーナーの頭を刻印した硬貨を鋳造していた。古典古代における近隣のラリサとの関係はあまり分かっていないが、半独立状態にあったようである。紀元前310年頃にはアンティゴニア・トローアスの周辺集落と見なされており、ある時点でこの集落は放棄されたと考えられている。

## コローナイのダエース
コローナイ出身の人物として文献上唯一知られているのが歴史家コローナイのダエース(Δάης ὁ Κολωναεύς)であるが、彼自身の人物像もはっきりしていない。地元史家だった彼は紀元前5世紀後半以降の人物と考えられており、またコローナイ市民であることからこの都市がアレクサンドリア・トローアスに併合される紀元前310年ごろ以前の人物であると考えられる。それゆえ、彼は紀元前4世紀に活躍した人物であると推定されている。彼の存在は、彼のコローナイ史に関する著作のごく一部をストラボンが「コローナイのダエースによれば、アポローン・キライオスの神殿はギリシアから海を渡ってきたアイオリス人によってコローナイに初めて建設された。」と引用したことで後世に伝えられている。アポローン・キライオス信仰はトローアス南部とレスボス島のもので、ホメーロスの『イーリアス』でも言及されている 。アイオリス人によるコローナイ建設という記述から、紀元前4世紀のコローナイ住民がアイオリス人の子孫であるという自己認識を持っており、ダエースがコローニアのポリスのかなり早い時期の歴史を記録していたことが推測できる。アイオリス人の系統をひいていることは、コローナイで発行された硬貨の銘がギリシア語アイオリス方言で書かれていたことからも裏付けられている。

## キュクノス
ギリシア神話には、トロイア戦争期のコローナイの王キュクノスが登場する。彼は戦争の初日に、アキレウスに殺されたという。ただしこの話は紀元前7世紀後半に書かれた『イーリアス』にはなく、それより遥か後に書かれた『キュプリア』で語られているものである。紀元前5世紀の詩人ピンダロスもキュクノスという王に2回言及していることから、その頃までにはキュクノスの神話がある程度広まっていたと考えられる。紀元前1世紀半ばの歴史家シケリアのディオドロスは、このキュクノスをコローナイのすぐ北にあるテネドス島の住民と結びつけた。すなわち、テネドスはキュクノスの子テネースが建設し、名祖となったのだという。さらに2世紀後の旅行家パウサニアス も、神話上のコローナイ王とテネドスの建設者の関連を示す似たような話を紹介している。